# Geoparque global Leiqiong
El Geoparque Global Leiqiong también conocido como Parque del Cráter Haikou o  Parque del Cráter Hainan es un parque nacional situado a unos 20 km al oeste de Haikou, en la sureña provincia de Hainan, en el país asiático de China (República popular). Recibe su nombre por un cráter, que constituye uno de los muchos volcanes extintos en la isla.